# Neli Irman
Neli Irman, slovenska rokometašica, * 7. april 1986, Celje.
S slovensko rokometno reprezentanco je leta 2005 nastopila na Sredozemskih igrah.